# Dedication
Cet article concerne l'album d'Herbie Hancock. Pour le film de Justin Theroux, voir Dedication.
Dedication est le 13e album du claviériste de jazz fusion Herbie Hancock, pour le label CBS/Sony, puis réédité en 2013 par Columbia Records. Il a été enregistré live au Japon par Hancock en 1974 lors d'une tournée japonaise au Kōsei Nenkin Kaikan à Tokyo. Il est seul sur cet album, les deux premières pièces le présentent au piano acoustique, alors qu'il joue le piano électrique et les synthétiseurs sur les deux dernières. 

## Titres
| No | Titre             | Durée |
| -- | ----------------- | ----- |
| 1. | Maiden Voyage     | 7:44  |
| 2. | Dolphin Dance     | 11:18 |
| 3. | Nobu              | 7:39  |
| 4. | Cantaloupe Island | 13:57 |

## Musiciens
- Herbie Hancock - piano acoustique sur (1, 2), piano électrique Fender Rhodes, Synthétiseurs ARP Pro Soloist, ARP Odyssey, ARP 2600, ARP String Ensemble sur (3, 4)